# Jeu de construction

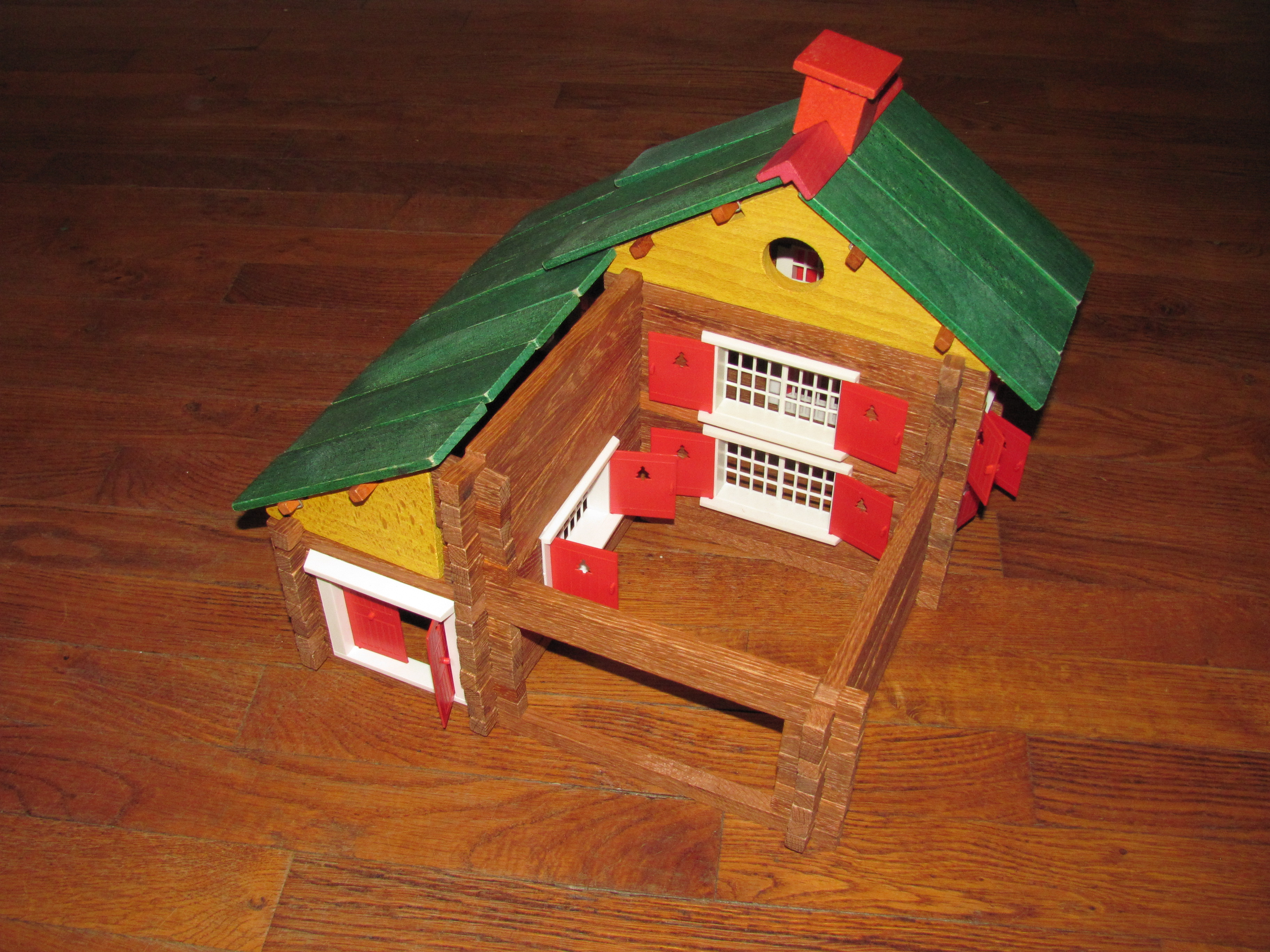
Jeu de construction en bois JeuJura boîte n°8 Chalet suisse

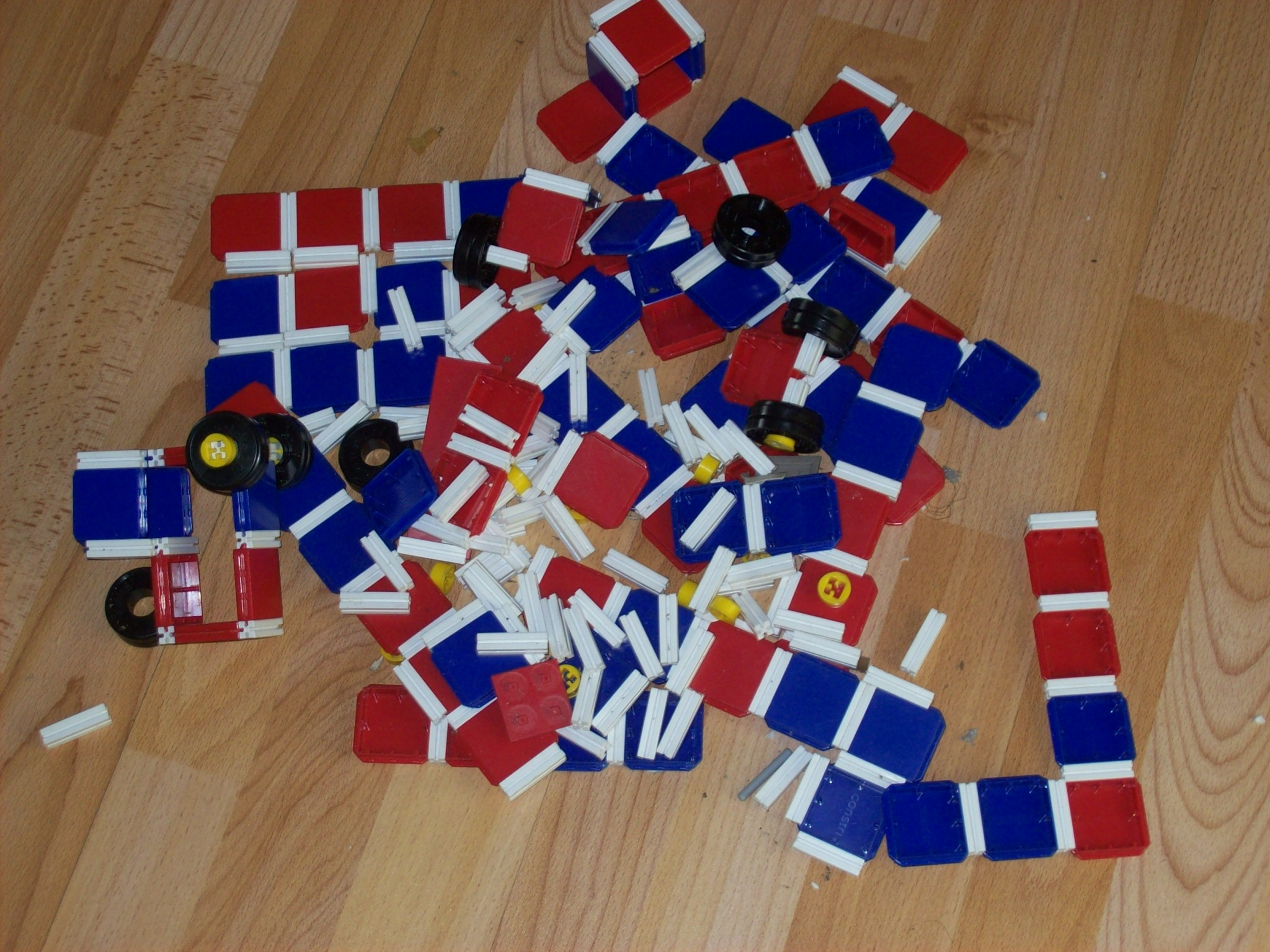
Composants du jeu Constri

Le jeu de construction est constitué d'éléments préfabriqués que l'enfant assemble à son gré ou en suivant les directives d'un cahier de modèles. Il réalise ainsi de ses mains un jouet original qu'il devra en général démonter pour en construire un autre.

## Description
C'est un jeu qui développe l'imagination, la planification des étapes de construction et l'habileté manuelle. On trouve des exemples de ce type de jeu dès le XVIIIe siècle.
Il est en général constitué de planchettes de bois mais il peut aussi se présenter sous forme de modèle en carton à découper : c'est sous la dénomination de « Constructions faciles », « Grandes Constructions », etc. que l'Imagerie d'Épinal publie de 1890 à 1914 de nombreuses planches de ce type.
Mais c'est surtout au début du XXe siècle que les jeux à assemblages de pièces métalliques se développeront. Le meilleur exemple étant le Meccano. L'usage du plastique a également donné naissance à de nouveaux jeux de construction comme le Lego ou les K'nex. On peut aussi noter le jeu d'assemblage Kapla, constitué de simples planchettes à agencer au gré de l'imagination.

## Bénéfices psychologiques
Selon Sara Smilanski, le jeu de construction est le deuxième des quatre types de jeu avec le jeu fonctionnel, le jeu symbolique et le jeu de règles. Le jeu de construction se situe entre trois ans et six ans.
Le jeu de construction permet de développer entre autres l'adresse, la créativité, l'attention.

## Exemples de jeux
- Jenga
- Playmobil
- Kapla
- Meccano
- Lego
- Constri
- K'nex
- Duplo
- Jeujura
- Nanoblock